# Auto da fé (Montale)
Auto da fé (dal portoghese "atto di fede") è una raccolta di scritti in prosa di Eugenio Montale pubblicata nel 1966 da il Saggiatore.

## Composizione della raccolta
La raccolta di scritti in prosa, apparsi in precedenza su giornali e riviste, inaugurò nel giugno 1966 il n. 1 della collana Saggi di arte e di letteratura, che nasce come una delle sezioni in cui fu divisa la prestigiosa collana La Cultura della casa editrice il Saggiatore. Essa si compone di 85 scritti che vanno dal 15 gennaio 1925 al 28 marzo 1965.
Nella prima edizione Eugenio Montale presenta così la sua raccolta di scritti: 
(Eugenio Montale, Auto da fé - 1ª ed. originale, giugno 1966)

## Edizioni
- Auto da fé. Cronache in due tempi, Collana Saggi di arte e di Letteratura n.1, Milano, Il Saggiatore, I° ed. 1966 - 1972. - Collana Catalogo n.10, Il Saggiatore, 1982.
- Auto da fé, prefazione di Giorgio Zampa, Collana Saggi di Letteratura, Milano, Mondadori, 1995, ISBN 978-88-043-7941-6.
- Auto da fé, prefazione di Giorgio Zampa, Collana Oscar Scrittori moderni, Milano, Mondadori, 2016, ISBN 978-88-046-0395-5. - Collana Lo Specchio, Mondadori, 2021, ISBN 978-88-047-2085-0.